# Bloco dos Arengueiros
Bloco dos Arengueiros foi um bloco de carnaval do Rio de Janeiro que segundo Maçu na notícia de 26 de novembro de 1967 do Jornal Correio da Manhã o bloco foi formado em 1923.

## História
O bloco foi criado com a presença de Marcelino José Claudino (Maçu), Cartola, Manoel Joaquim, Pimenta, Carlos Cachaça, Zé Espinguela, Francisco Ribeiro (Chico Porrão), Fiúca, Gradim, Babaú da Mangueira, Homem Bom e os irmãos Saturnino, Rubens, Antonico e Arthur Gonçalves.
Adquiriu este nome devido ao fato de que parte de seus fundadores se envolvia em brigas nos desfiles. Em 26 de fevereiro de 1992 o compositor Carlos Cachaça, em um depoimento para o Museu da Imagem e do Som, disse que um embate famoso foi o encontro dos Arengueiros com o Bloco Faz Vergonha, na Praça Maracanã.
O bloco foi extinto com o surgimento da escola de samba Estação Primeira de Mangueira.